# Honderdjarige aloë
De honderdjarige aloë (Agave americana) is een plant uit de onderfamilie Agavoideae. Ondanks de suggestie in de Nederlandse naam is het geen Aloë en wordt de plant ook geen honderd jaar oud.
Het is een succulente plant zonder stam met grote, krachtige, grondstandige bladrozetten. De bladeren zijn zeer langwerpig, 12–30 cm breed, 1-2,5 m lang en 4–8 cm dik, tussen de basis en het midden versmald, dikvlezig, hebben een stekelige punt en zijn ook stekelig getand met kleine uitbochtingen tussen de tanden. De stekels hebben een brede basis en zijn vaak naar boven gekromd. De bladeren zijn blauw- of grijsgroen door een dikke waslaag en hebben soms lichtgele overlangse strepen. De jonge bladeren zijn meestal opgericht en de oudere bladeren zijn meestal s-vormig opstijgend met een omlaaggekromde top. De plant slaat veel water op in zijn bladeren. Het vocht dat de plant opslaat is giftig en kan onder meer dagenlang ernstige huidirritatie veroorzaken, onmiddellijk na het contact.
Elke rozet bloeit slechts eenmaal, na acht tot twintig jaar, waarna deze na het rijpen van de vruchten afsterft. De plant vormt meestal van tevoren uitlopers, waaruit nieuwe rozetten ontstaan, waardoor de plant blijft voortbestaan. De bloemen groeien aan de zijtakken van een 5–14 m hoge, rechtopstaande bloeiwijze, die met driehoekige, stengelomvattende, schutbladeren omgeven worden. De bloemen zijn welriekend, geelgroen, zestallig, geborsteld en 8–10 cm lang; het onderstandige vruchtbeginsel maakt de helft van de lengte uit. De vruchten zijn elliptische tot langwerpige, toegespitste, 5 cm lange doosvruchten, die zich bij rijpheid openen met drie kleppen, waarbij de talrijke zaden tevoorschijn komen.
De honderdjarige aloë komt van nature voor in droge gebieden in Mexico en Midden-Amerika. De soort wordt overal aangeplant in de tropen en subtropen, ook in vochtige gebieden. Sinds de zestiende eeuw wordt de plant in het Middellandse Zeegebied en op de Canarische Eilanden gecultiveerd en is hij daar ingeburgerd. Hier gaat het vaak om vormen met geelgerande bladeren. In Mexico wordt de plant gebruikt voor de productie van mescal.

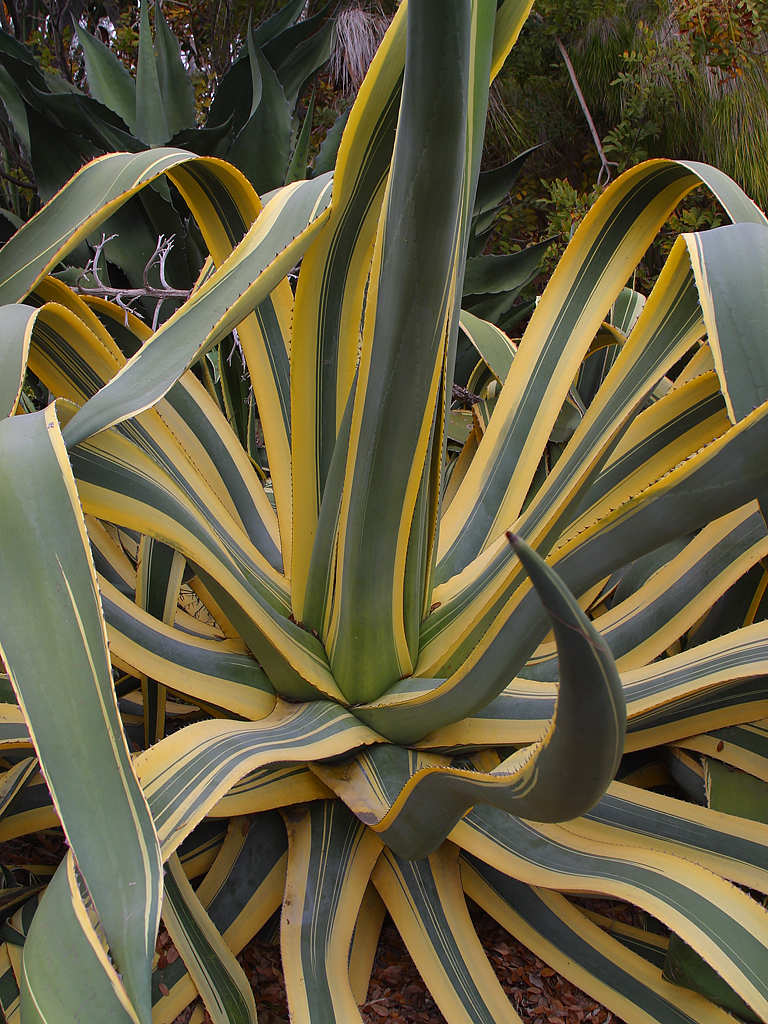
Vorm met geelgerande bladeren

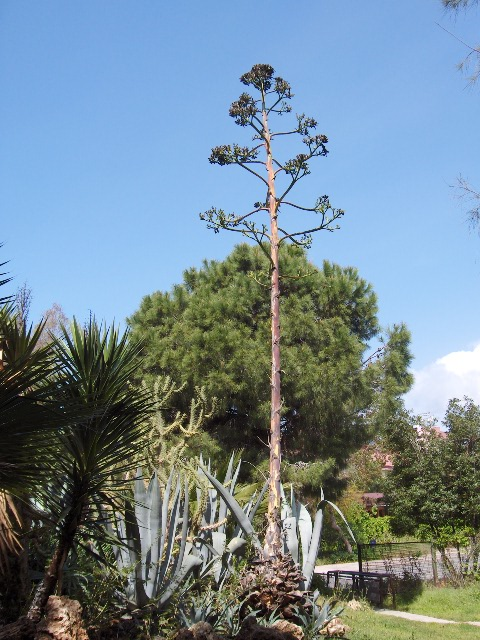
Bloeiwijze

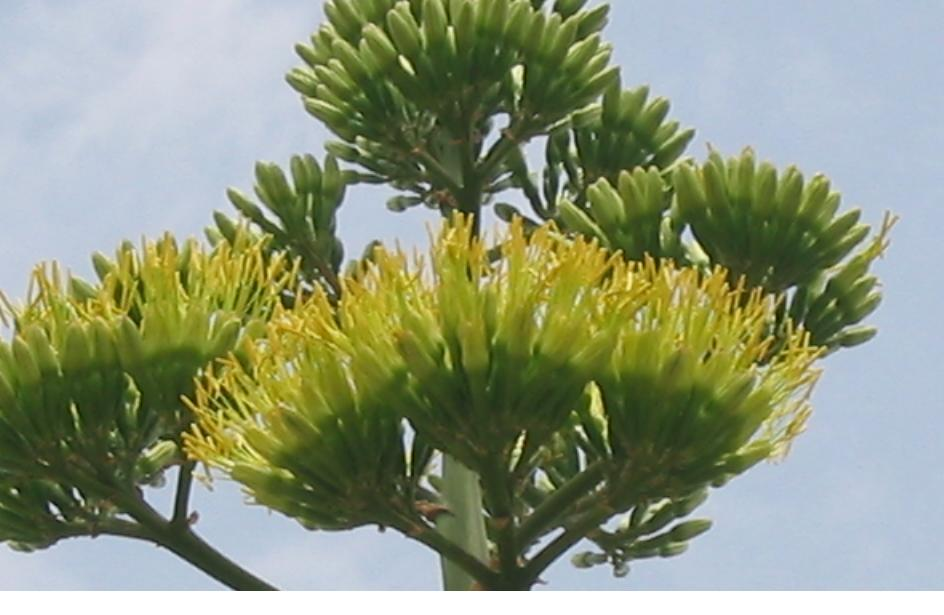
Detail bloemen